# Vampire Hunter D: Żądza krwi
Vampire Hunter D: Żądza krwi (jap. 吸血鬼ハンターD Banpaia hantā D; znany także pod angielskim tytułem Vampire Hunter D: Bloodlust) – horror anime z 2000 roku w reżyserii Yoshiakiego Kawajiriego. Jest drugim filmem opowiadającym o dhampirze D, trudniącym się eksterminacją wampirów i wszelkiego zła. D pierwotnie pojawił się w książce Hideyukiego Kikuchiego.
Akcja drugiego filmu o przygodach D rozgrywa się dwa tysiące lat po wydarzeniach z pierwszego filmu, prawdopodobnie w roku 14090. Żądza krwi bazuje na trzeciej książce Kikuchiego zatytułowanej Demon Deathcase (殺妖行).
W czasie przekładu tekstu na język angielski popełniono błąd, czyniąc D istotą zwaną dunpealem zamiast dhampirem.
Polska premiera filmu miała miejsce 20 lipca 2006 roku; trafił on bezpośrednio na DVD. Wydawcą jest firma Anime Gate.

## Opis fabuły
W filmie rasa wampirów znajduje się na wymarciu. Jeden z ostatnich, Meier Link, porywa ludzką dziewczynę – Charlotte Elbourne. Ojciec porwanej wynajmuje D, aby ją odnalazł. Za Meierem ruszają także bracia Markus, inni łowcy głów: Borgoff, Nolt, Kyle, Grove i Leila – jedyna dziewczyna w grupie, „adoptowana” przez braci Markus. Leila dołączyła do braci, aby mścić się na rasie wampirów, która winna jest wymordowania jej rodziny.
Po niedługim czasie wychodzi na jaw, że Meier i Charlotte kochają się i zmierzają „do gwiazd”, gdzie będą mogli pielęgnować swą miłość bez ciągłych ingerencji ludzi.

## Obsada i ekipa

### Obsada japońska
- Hideyuki Tanaka – D
- Ichirō Nagai – lewa dłoń D
- Kōichi Yamadera – Meier Link
- Megumi Hayashibara – Leila
- Emi Shinohara – Charlotte Elbourne
- Yūsaku Yara – Borgoff
- Hōchū Ōtsuka – Kyle
- Toshihiko Seki – Grove
- Ryūzaburō Ōtomo – Nolt
- Chikao Ōtsuka – Barbarois Elder
- Takeshi Aono – Polk
- Motomu Kiyokawa – John Elbourne
- Kōji Tsujitani – Alan Elbourne
- Rintarō Nishi – Mashira
- Yōko Soumi – Caroline
- Keiji Fujiwara – Benge
- Chiharu Suzuka – matka D
- Akiko Yajima – młoda Leila
- Rikiya Koyama – urzędnik
- Mika Kanai – wnuczka Leili
- Unshō Ishizuka – ksiądz
- Bibari Maeda – Carmila

### Obsada angielska
- Andrew Philpot – D
- John Rafter Lee – Meier Link
- Pamela Segall – Leila
- Wendee Lee – Charlotte
- Michael McShane – lewa dłoń D
- Julia Fletcher – Carmila
- Matt McKenzie – Borgoff
- John Di Maggio – John Elbourne / Nolt / Mashira
- Alex Fernández – Kyle
- Jack Fletcher – Grove
- John Hostetter – Polk
- Dwight Schultz – Benge / stary człowiek w Barbarois
- Mary Elizabeth McGlynn – Caroline

### Ekipa
- reżyseria: Yoshiaki Kawajiri
- scenariusz: Yoshiaki Kawajiri
- muzyka: Marco d'Ambrosio
- projekty postaci: Yutaka Minowa
- scenografia: Yuji Ikehata
- zdjęcia: Hitoshi Yamaguchi

## Ścieżka dźwiękowa
Na ścieżkę dźwiękową składają się utwory wykonywane przez orkiestrę. Część utworów skomponowana została na zasadzie kontrastu: rozpoczynają się spokojnie, przechodząc jednak w coraz bardziej dynamiczną melodię. W niektórych utworach pojawiają się także partie chóralne.

### Lista utworów
1. Opening
2. Marcus Brothers
3. Hunter D
4. Sandmants / Rest Area
5. Meier’s Pain
6. Benge
7. Village of Barbarois
8. Grove
9. Come out You Coward
10. The Letter
11. Poke’s Story
12. Sunlight
13. Into the Trees
14. Caroline’s Revange
15. Leila’s Feeling
16. The Bridge
17. Mortal Meier
18. The Castle of Chaythe
19. The Rocket Hall
20. Hallucinations
21. Vampyra Missa
22. Charlotte’s Love
23. The Ring
24. Outside the Castle
25. A Bit(e) of Hope
26. The Promisse
27. Tooku Made (wykonanie: Do as Infinity)

## Wersja polska
- Opracowanie wersji polskiej: Witold Nowakowski
- Czytał: Paweł Straszewski